# Aquitanische Sprache
Die aquitanische Sprache wurde auf beiden Seiten der westlichen Pyrenäen in der ehemaligen Region Aquitanien vor der römischen Eroberung dieses Gebietes gesprochen. Nördlich der Pyrenäen ging das aquitanische Sprachgebiet etwa bis zur Garonne, südlich der Pyrenäen grenzte es östlich an das baskische Sprachgebiet. Die aquitanische Sprache ist wahrscheinlich im frühen Mittelalter ausgestorben.
Archäologische, toponomastische und historische Quellen zeigen, dass das Aquitanische eine eng mit dem Baskischen verwandte Sprache oder Sprachgruppe war. Die aquitanische Sprache ist fast nur in Form von Namen überliefert. Die wichtigste Quelle sind eine Reihe lateinischer Weihe- und Grabinschriften, die etwa 400 Personen- und weitere etwa 70 Götternamen in aquitanischer Sprache enthalten.